# Chróstno
Chróstno (dříve Zalesie nebo PGR Zalesie, česky Salisvald, německy Saliswalde) je ves v jižním Polsku, v Opolském vojvodství, v okrese Hlubčice, v gmině Hlubčice.

## Příroda
Vesnice se nachází v přírodním parku (polsky obszar chronionego krajobrazu) Rajón Mokre - Lewice. Směrem na ves Ciermięcice se nachází kopec Zaleska Górka (416 m n. m.).